# Złoto dezerterów
Złoto dezerterów – polska komedia wojenna z 1998 roku w reżyserii Janusza Majewskiego, będąca kontynuacją filmu C.K. Dezerterzy (1986).
Zdjęcia trwały od 25 marca do czerwca 1998 roku. Kręcono je w Warszawie, Krakowie, Nieborowie i Leśniakowiźnie.

## Fabuła
Akcja rozpoczyna się w willi na warszawskim Żoliborzu jesienią 1942 roku. Trwa konspiracyjne spotkanie żołnierzy armii podziemnej: majora Jeremiego (Jan Englert), rotmistrza Leliwy (Leonard Pietraszak), porucznika Lotki (Piotr Machalica) i najmłodszego z nich wszystkich – podporucznika Peta (Artur Żmijewski). Rotmistrz informuje zebranych, że dowództwo powołało oddział do zadań specjalnych o kryptonimie Litzmanstadt. Dowódcą oddziału został mianowany major Jeremi, tym samym pozostali są od tej pory jego podwładnymi. Od niego dowiadują się o planowanej transakcji zakupu dużej ilości broni i amunicji. Towar ten oferuje oficer sztabu dywizji włoskiej, która po wycofaniu się z frontu wschodniego będzie przejściowo stacjonować na terenach polskich.

## Obsada
- Marek Kondrat – Jan „Kania” Kaniowski
- Bogusław Linda – Rysiek „Rudy”
- Wiktor Zborowski – Moryc Haber
- Piotr Gąsowski – Goldman / Silberman
- Jan Englert – major „Jeremi”
- Leonard Pietraszak – rotmistrz „Leliwa”
- Piotr Machalica – porucznik „Lotka”
- Artur Żmijewski – podporucznik „Pet”
- Paweł Deląg – Witold „Kmicic”
- Jacek Sas-Uhrynowski – włoski pułkownik Baldini
- Krzysztof Kowalewski – Pumpernikiel, były szef kompanii
- Stanisława Celińska – Frau Oberleiterin, szefowa strażniczek
- Krystyna Feldman – pani Wilhelmina Korowiecka
- Zbigniew Buczkowski – uczestnik akcji
- Zoltán Bezerédi(inne języki) – Benedek
- Wojciech Pokora – von Nogay
- Jerzy Żydkiewicz – portier w „Pension Rose”
- Jacek Domański – kelner Fonsio
- Katarzyna Figura – Basia Gołąbek
- Anna Powierza – kapral podchorąży „Oleńka”
- Jan Kobuszewski – Haber senior
- Anna Kociarz – Helena, strażniczka w banku
- Jerzy Łazewski – „Anhelli”
- Janusz Bukowski – pogranicznik
- Adam Ferency – Zenon Pisur
- Stanisław Brudny – taksówkarz
- Paweł Burczyk – więzień
- Edyta Jungowska – służąca generałowej
- Marek Walczewski – pułkownik SS
- Edward Żentara – czołgista

## Nagrody
1999:
- Orzeł, Polska Nagroda Filmowa (nominacje):
  - najlepszy dźwięk – Wiesław Znyk
  - najlepszy montaż – Elżbieta Kurkowska
  - najlepszy aktor – Marek Kondrat
- FF Komediowych w Lubomierzu:
  - Srebrny Granat